# Tierra de Mérida - Vegas Bajas
Tierra de Mérida - Vegas Bajas é uma comarca da Espanha, situada no norte da província de Badajoz, comunidade autónoma da Estremadura. Tem 2 216 km² de área[carece de fontes?] e em 2021 tinha 116 361 habitantes.

## A comarca
| Comarcas limítrofes de Tierra de Mérida - Vegas Bajas |                 |                         |
| Llanos de Cáceres (Província de Cáceres)              |                 |                         |
| Terra de Badajoz                                      |                 | Vegas Altas • La Serena |
|                                                       | Terra de Barros | Campiña Sur             |

A comarca engloba duas entidades pouco diferenciadas, tanto pela geografia como socialmente, que compõem os dois partidos judiciais. Por um lado a Tierra de Mérida, que englobaria a Mérida como cabeça de partido e capital da comarca (além de sustentar a capital regional), e os povoados arredor, entre os que cabe destacar por sua população Calamonte e Arroyo de San Serván. Por outro lado, se situam as Vegas Bajas, capitaneada por Montijo e os povoados fronteiriços, destacando Lobón e Puebla de la Calzada. Em qualquer caso, elas são unidas por um importante canal fluvial, o rio Guadiana, que atravessa a comarca de leste a oeste, desde San Pedro de Mérida até Lobón, estabelecendo um nó econômico da região, principalmente o agro-negócio.
Na comarca se localiza o Parque Natural de Cornalvo, em torno à represa homônima de origem romana, onde se pode observar o típico bosque mediterrâneo de azinheiras cheio de suaves campinas e matos de esteva e alecrim, característico da região. Também, próximo a Alange, se localiza a represa homônima, construída na desembocadura do rio Matachel no Guadiana, capaz de irrigar as zonas próximas a Mérida.
A principal cidade, Mérida, foi fundada em 25 a.C. com o nome de Emerita Augusta, foi durante a ocupação romana uma das mais importantes cidades da Península Ibérica, capital da Lusitânia. Possui vários testemunhos deste passado, tais como o teatro e o anfiteatro romano entre outros.
A comarca está em uma excelente posição em relação a estradas. Por ela passam as autoestradas   A-5  (Autovía del Suroeste), que une Madrid a Lisboa, e  A-66  (Autovía Ruta de la Plata), que une Gijón, no extremo norte da Espanha, a Sevilha, no sul. Estas duas autoestradas se cruzam justamente em Mérida. Além disso, está em projeto a nova  A-43  (Autovía del Guadiana), que terá seu início na própria A-5, 20 km ao leste de Mérida, e que diminuirá drasticamente o tempo de viagem entre a Estremadura e Valência, tornando-se a principal via rápida do centro da Espanha, unindo municípios como Cidade Real, Manzanares, Tomelloso, Albacete e Almansa.

## Clima
- Altitude média: 294 m
- Temperatura média anual: 15 - 17,5 °C
- Chuvas médias anuais: 500 – 600 mm
- Meses de maior quantidade de chuva: dezembro e janeiro
- Meses de menor quantidade de chuva: julho e agosto
- Dias com temperaturas menores de 0 °C: 10 - 40 dias

Mérida, a capital da comarca, tem um clima de tipo  mediterrânico continental com influência atlântica, devido à proximidade da costa portuguesa. Os invernos são suaves, com mínimas que rara vez chegam a estar abaixo dos 0°, e os verões são calorosos, com máximas que em ocasiões ultrapassam os 40 °C.
Em quanto às chuvas, habitualmente se acumulam anualmente 450 mm. Os meses que registram mais precipitações são os últimos do ano: novembro e dezembro. Os verões são secos, porém deve-se destacar que em Mérida, como no resto do sul da Espanha, são habituais os ciclos de seca, que oscilam em sua duração entre 2 e 5 anos.
No outono o clima é mais instável que no resto do ano, ora com tempestades, ora com períodos de seca.
Tanto a umidade como os ventos são reduzidos. Porém, é frequente a aparição de nevoeiros, principalmente nos meses centrais do outono e inverno.

## Municípios
| Variação da população de Mérida entre 1857 e 2021 | Variação da população de Mérida entre 1857 e 2021 | Variação da população de Mérida entre 1857 e 2021 | Variação da população de Mérida entre 1857 e 2021 | Variação da população de Mérida entre 1857 e 2021 | Variação da população de Mérida entre 1857 e 2021 | Variação da população de Mérida entre 1857 e 2021 |
| Ano                                               | habitantes                                        | var.                                              |                                                   | Ano                                               | hab.                                              | var.                                              |
| ------------------------------------------------- | ------------------------------------------------- | ------------------------------------------------- | ------------------------------------------------- | ------------------------------------------------- | ------------------------------------------------- | ------------------------------------------------- |
| 1857                                              | 5 505                                             |                                                   | 1960                                              | 34 297                                            | 43,9%                                             |                                                   |
| 1887                                              | 10 063                                            | 82,8%                                             | 1970                                              | 40 059                                            | 16,8%                                             |                                                   |
| 1900                                              | 11 168                                            | 11%                                               | 1981                                              | 41 027                                            | 2,4%                                              |                                                   |
| 1910                                              | 14 633                                            | 31%                                               | 1991                                              | 49 284                                            | 20,1%                                             |                                                   |
| 1920                                              | 15 502                                            | 5,9%                                              | 1996                                              | 51 830                                            | 5,2%                                              |                                                   |
| 1930                                              | 19 354                                            | 24,8%                                             | 2001                                              | 50 271                                            | 3%                                                |                                                   |
| 1940                                              | 25 501                                            | 31,8%                                             | 2006                                              | 53 915                                            | 7,2%                                              |                                                   |
| 1950                                              | 23 835                                            | 6,5%                                              | 2021                                              | 59 424                                            | 10,2%                                             |                                                   |

A comarca é composta pelos seguintes municípios:
- Alange
- Aljucén
- Arroyo de San Serván
- Calamonte
- Carmonita
- El Carrascalejo
- Cordobilla de Lácara
- Don Álvaro
- Esparragalejo
- La Garrovilla
- Lobón
- Mérida
- Mirandilla
- Montijo
- La Nava de Santiago
- Oliva de Mérida
- Puebla de la Calzada
- Puebla de Obando
- La Roca de la Sierra
- San Pedro de Mérida
- Torremayor
- Trujillanos
- Valverde de Mérida
- Villagonzalo
- La Zarza